# Copa Mundial de Rugby de 2019
La Copa Mundial de Rugby de 2019 (ラグビーワールドカップ2019) fue la novena edición de la Copa del Mundo de Rugby, torneo internacional de rugby union que se disputa cada cuatro años desde 1987. En la reunión extraordinaria de la International Rugby Board (IRB) que tuvo lugar el 28 de julio de 2009 en Dublín se anunció que la novena edición tendría lugar en Japón. Esta edición fue la primera que se disputó en Asia. Se realizó entre el 20 de septiembre y el 2 de noviembre de 2019.
El campeón de la edición fue el seleccionado de Sudáfrica quien venció a Inglaterra por un marcador de 32 a 12, teniendo como curiosidad ser el primer campeón no invicto de la copa, además ser el primer equipo en ganar el mismo año el Mundial y el Rugby Championship.
Fue la edición más exitosa a nivel televisivo de la historia con más de 857 millones de espectadores, registrando un aumento del 26% en relación con la edición de Inglaterra 2015.

## Elección de la sede

### Aspirantes

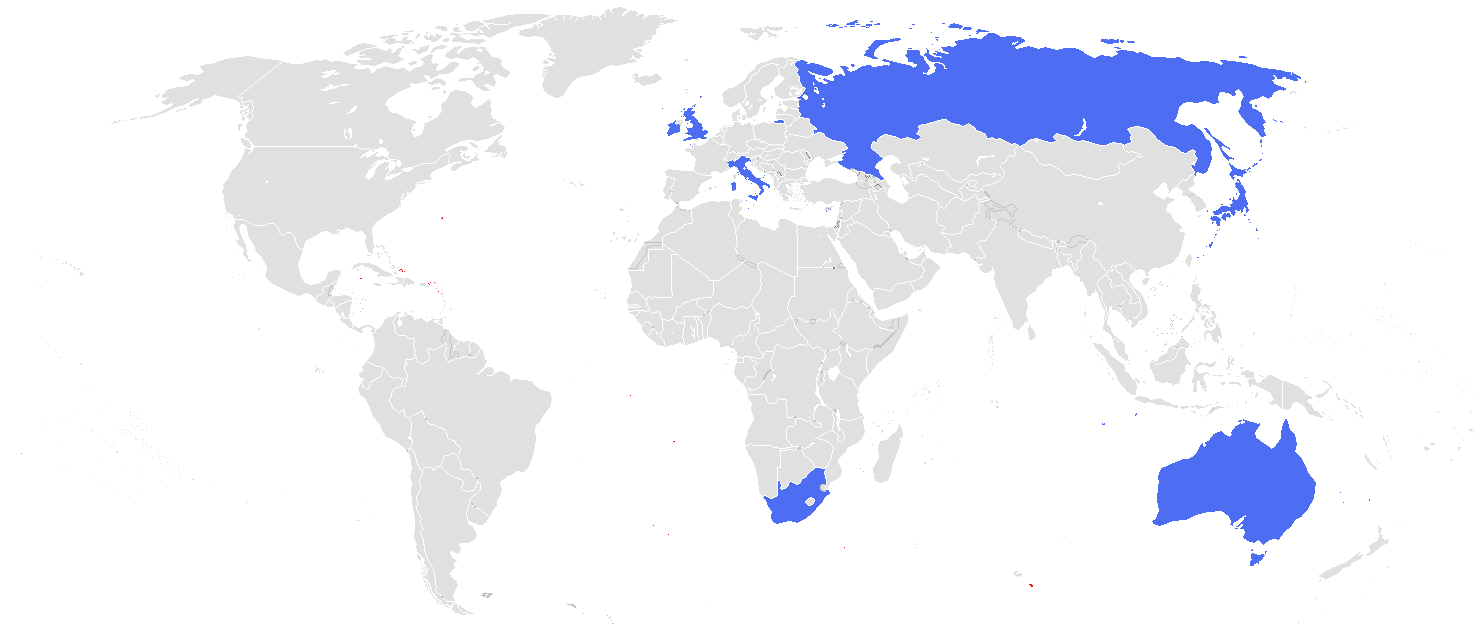
Australia, Inglaterra, Irlanda, Italia, Japón, Rusia, Escocia, Sudáfrica y Gales mostraron interés por acoger la Copa Mundial de Rugby de 2019.

La World Rugby, el organismo rector del rugby mundial solicitó a todas aquellos miembros de esta institución interesados en acoger el Mundial de 2015 o el del año 2019 que anunciasen su intención antes del 15 de agosto de 2008. Para esta fecha tan solo se pedía a las federaciones que declarasen su interés por optar a la candidatura, sin necesidad de que elaborasen un programa de infraestructuras ni ofreciesen detalles de ningún otro tipo. Hasta nueve uniones internacionales se interesaron por acoger los eventos de 2019: Australia, Inglaterra, Irlanda, Italia, Japón, Rusia, Escocia, Sudáfrica y Gales.

## Clasificación
Japón, por ser el país anfitrión, clasificó automáticamente. Doce selecciones clasificaron directamente al finalizar entre las tres primeras de cada grupo durante la fase inicial de la Copa Mundial de Rugby de 2015 de Inglaterra. Las otras ocho selecciones participantes clasificaron mediante una serie de procesos eliminatorios. Los criterios para estos procesos de clasificación fueron anunciados el 11 de noviembre de 2015.
| Clasificatorias | Clasificatorias | Clasificatorias | Clasificatorias | Clasificatorias | Clasificatorias |
| --------------- | --------------- | --------------- | --------------- | --------------- | --------------- |
| África          | América         | Asia            | Europa          | Oceanía         | Repesca         |

| África                | América                                                                             | Asia                | Europa                                                                                   | Oceanía                                                                                       |
| --------------------- | ----------------------------------------------------------------------------------- | ------------------- | ---------------------------------------------------------------------------------------- | --------------------------------------------------------------------------------------------- |
| - Sudáfrica - Namibia | - Argentina - Estados Unidos (América 1) - Uruguay (América 2) - Canadá (repechaje) | - Japón (anfitrión) | - Escocia - Francia - Gales - Georgia - Inglaterra - Irlanda - Italia - Rusia (Europa 1) | - Australia - Nueva Zelanda - Fiyi (Oceanía 1) - Tonga (Oceanía 2) - Samoa (ganador playoffs) |

El último equipo clasificó mediante un playoff entre un representante de cada una de las confederaciones.

## Sedes
Se han producido una serie de cambios en las sedes presentadas al comité organizador desde la oferta original de 2009. Atrás quedaron las ofertas iniciales de ubicar subsedes en Hong Kong y Singapur, finalmente todos los partidos se desarrollarán en Japón.
La lista final de las sedes escogidas fue anunciada por el comité organizador el 2 de marzo de 2015.
| Tokio                                                 | Yokohama | Fukuroi | Higashiosaka                                       |
| ----------------------------------------------------- | --- | --- | -------------------------------------------------- |
| Tokyo Stadium                                         | International Stadium Yokohama | Shizuoka Stadium Ecopa | Hanazono Rugby Stadium                             |
| 35°39′51.4″N 139°31′37.7″E / 35.664278, 139.527139    | 35°30′36.16″N 139°36′22.49″E / 35.5100444, 139.6062472 | 34°44′35.60″N 137°58′13.81″E / 34.7432222, 137.9705028 | 34°40′8.2″N 135°37′35″E / 34.668944, 135.62639     |
| Capacidad: 50 000                                     | Capacidad: 72 327 | Capacidad: 50 889 | Capacidad: 30 000                                  |
|                                                       | | |                                                    |
| Fukuoka                                               | Kumamoto Stadium Oita Stadium Fukuoka Stadium Tokyo Stadium International Stadium Yokohama Shizuoka Stadium Hanazono Rugby Stadium Toyota Stadium Sapporo Dome Misaki Stadium Kumagaya Rugby Stadium Kamaishi Recovery Memorial Stadium Localización de los 12 estadios designados como sedes de la Copa Mundial de Rugby 2019, anunciados el 2 de marzo del 2015. | Kumamoto Stadium Oita Stadium Fukuoka Stadium Tokyo Stadium International Stadium Yokohama Shizuoka Stadium Hanazono Rugby Stadium Toyota Stadium Sapporo Dome Misaki Stadium Kumagaya Rugby Stadium Kamaishi Recovery Memorial Stadium Localización de los 12 estadios designados como sedes de la Copa Mundial de Rugby 2019, anunciados el 2 de marzo del 2015. | Toyota                                             |
| Fukuoka Hakatanomori Stadium                          | Kumamoto Stadium Oita Stadium Fukuoka Stadium Tokyo Stadium International Stadium Yokohama Shizuoka Stadium Hanazono Rugby Stadium Toyota Stadium Sapporo Dome Misaki Stadium Kumagaya Rugby Stadium Kamaishi Recovery Memorial Stadium Localización de los 12 estadios designados como sedes de la Copa Mundial de Rugby 2019, anunciados el 2 de marzo del 2015. | Kumamoto Stadium Oita Stadium Fukuoka Stadium Tokyo Stadium International Stadium Yokohama Shizuoka Stadium Hanazono Rugby Stadium Toyota Stadium Sapporo Dome Misaki Stadium Kumagaya Rugby Stadium Kamaishi Recovery Memorial Stadium Localización de los 12 estadios designados como sedes de la Copa Mundial de Rugby 2019, anunciados el 2 de marzo del 2015. | City of Toyota Stadium                             |
| Capacidad: 22 563                                     | Kumamoto Stadium Oita Stadium Fukuoka Stadium Tokyo Stadium International Stadium Yokohama Shizuoka Stadium Hanazono Rugby Stadium Toyota Stadium Sapporo Dome Misaki Stadium Kumagaya Rugby Stadium Kamaishi Recovery Memorial Stadium Localización de los 12 estadios designados como sedes de la Copa Mundial de Rugby 2019, anunciados el 2 de marzo del 2015. | Kumamoto Stadium Oita Stadium Fukuoka Stadium Tokyo Stadium International Stadium Yokohama Shizuoka Stadium Hanazono Rugby Stadium Toyota Stadium Sapporo Dome Misaki Stadium Kumagaya Rugby Stadium Kamaishi Recovery Memorial Stadium Localización de los 12 estadios designados como sedes de la Copa Mundial de Rugby 2019, anunciados el 2 de marzo del 2015. | Capacidad: 45 000                                  |
| 33°35′09″N 130°27′39″E / 33.585889, 130.46079         | Kumamoto Stadium Oita Stadium Fukuoka Stadium Tokyo Stadium International Stadium Yokohama Shizuoka Stadium Hanazono Rugby Stadium Toyota Stadium Sapporo Dome Misaki Stadium Kumagaya Rugby Stadium Kamaishi Recovery Memorial Stadium Localización de los 12 estadios designados como sedes de la Copa Mundial de Rugby 2019, anunciados el 2 de marzo del 2015. | Kumamoto Stadium Oita Stadium Fukuoka Stadium Tokyo Stadium International Stadium Yokohama Shizuoka Stadium Hanazono Rugby Stadium Toyota Stadium Sapporo Dome Misaki Stadium Kumagaya Rugby Stadium Kamaishi Recovery Memorial Stadium Localización de los 12 estadios designados como sedes de la Copa Mundial de Rugby 2019, anunciados el 2 de marzo del 2015. | 35°05′04.2″N 137°10′14.2″E / 35.084500, 137.170611 |
|                                                       | Kumamoto Stadium Oita Stadium Fukuoka Stadium Tokyo Stadium International Stadium Yokohama Shizuoka Stadium Hanazono Rugby Stadium Toyota Stadium Sapporo Dome Misaki Stadium Kumagaya Rugby Stadium Kamaishi Recovery Memorial Stadium Localización de los 12 estadios designados como sedes de la Copa Mundial de Rugby 2019, anunciados el 2 de marzo del 2015. | Kumamoto Stadium Oita Stadium Fukuoka Stadium Tokyo Stadium International Stadium Yokohama Shizuoka Stadium Hanazono Rugby Stadium Toyota Stadium Sapporo Dome Misaki Stadium Kumagaya Rugby Stadium Kamaishi Recovery Memorial Stadium Localización de los 12 estadios designados como sedes de la Copa Mundial de Rugby 2019, anunciados el 2 de marzo del 2015. |                                                    |
| Sapporo                                               | Kumamoto Stadium Oita Stadium Fukuoka Stadium Tokyo Stadium International Stadium Yokohama Shizuoka Stadium Hanazono Rugby Stadium Toyota Stadium Sapporo Dome Misaki Stadium Kumagaya Rugby Stadium Kamaishi Recovery Memorial Stadium Localización de los 12 estadios designados como sedes de la Copa Mundial de Rugby 2019, anunciados el 2 de marzo del 2015. | Kumamoto Stadium Oita Stadium Fukuoka Stadium Tokyo Stadium International Stadium Yokohama Shizuoka Stadium Hanazono Rugby Stadium Toyota Stadium Sapporo Dome Misaki Stadium Kumagaya Rugby Stadium Kamaishi Recovery Memorial Stadium Localización de los 12 estadios designados como sedes de la Copa Mundial de Rugby 2019, anunciados el 2 de marzo del 2015. | Ōita                                               |
| Sapporo Dome                                          | Kumamoto Stadium Oita Stadium Fukuoka Stadium Tokyo Stadium International Stadium Yokohama Shizuoka Stadium Hanazono Rugby Stadium Toyota Stadium Sapporo Dome Misaki Stadium Kumagaya Rugby Stadium Kamaishi Recovery Memorial Stadium Localización de los 12 estadios designados como sedes de la Copa Mundial de Rugby 2019, anunciados el 2 de marzo del 2015. | Kumamoto Stadium Oita Stadium Fukuoka Stadium Tokyo Stadium International Stadium Yokohama Shizuoka Stadium Hanazono Rugby Stadium Toyota Stadium Sapporo Dome Misaki Stadium Kumagaya Rugby Stadium Kamaishi Recovery Memorial Stadium Localización de los 12 estadios designados como sedes de la Copa Mundial de Rugby 2019, anunciados el 2 de marzo del 2015. | Oita Stadium                                       |
| 43°0′54.62″N 141°24′35.16″E / 43.0151722, 141.4097667 | Kumamoto Stadium Oita Stadium Fukuoka Stadium Tokyo Stadium International Stadium Yokohama Shizuoka Stadium Hanazono Rugby Stadium Toyota Stadium Sapporo Dome Misaki Stadium Kumagaya Rugby Stadium Kamaishi Recovery Memorial Stadium Localización de los 12 estadios designados como sedes de la Copa Mundial de Rugby 2019, anunciados el 2 de marzo del 2015. | Kumamoto Stadium Oita Stadium Fukuoka Stadium Tokyo Stadium International Stadium Yokohama Shizuoka Stadium Hanazono Rugby Stadium Toyota Stadium Sapporo Dome Misaki Stadium Kumagaya Rugby Stadium Kamaishi Recovery Memorial Stadium Localización de los 12 estadios designados como sedes de la Copa Mundial de Rugby 2019, anunciados el 2 de marzo del 2015. | 33°12′2″N 131°39′27″E / 33.20056, 131.65750        |
| Capacidad: 41 410                                     | Kumamoto Stadium Oita Stadium Fukuoka Stadium Tokyo Stadium International Stadium Yokohama Shizuoka Stadium Hanazono Rugby Stadium Toyota Stadium Sapporo Dome Misaki Stadium Kumagaya Rugby Stadium Kamaishi Recovery Memorial Stadium Localización de los 12 estadios designados como sedes de la Copa Mundial de Rugby 2019, anunciados el 2 de marzo del 2015. | Kumamoto Stadium Oita Stadium Fukuoka Stadium Tokyo Stadium International Stadium Yokohama Shizuoka Stadium Hanazono Rugby Stadium Toyota Stadium Sapporo Dome Misaki Stadium Kumagaya Rugby Stadium Kamaishi Recovery Memorial Stadium Localización de los 12 estadios designados como sedes de la Copa Mundial de Rugby 2019, anunciados el 2 de marzo del 2015. | Capacidad: 40 000                                  |
|                                                       | Kumamoto Stadium Oita Stadium Fukuoka Stadium Tokyo Stadium International Stadium Yokohama Shizuoka Stadium Hanazono Rugby Stadium Toyota Stadium Sapporo Dome Misaki Stadium Kumagaya Rugby Stadium Kamaishi Recovery Memorial Stadium Localización de los 12 estadios designados como sedes de la Copa Mundial de Rugby 2019, anunciados el 2 de marzo del 2015. | Kumamoto Stadium Oita Stadium Fukuoka Stadium Tokyo Stadium International Stadium Yokohama Shizuoka Stadium Hanazono Rugby Stadium Toyota Stadium Sapporo Dome Misaki Stadium Kumagaya Rugby Stadium Kamaishi Recovery Memorial Stadium Localización de los 12 estadios designados como sedes de la Copa Mundial de Rugby 2019, anunciados el 2 de marzo del 2015. |                                                    |
| Kumamoto                                              | Kōbe | Kumagaya | Kamaishi                                           |
| Kumamoto Stadium                                      | Kobe Misaki Stadium | Kumagaya Rugby Stadium | Kamaishi Recovery Memorial Stadium                 |
| 32°50′13″N 130°48′0″E / 32.83694, 130.80000           | 34°39′24.15″N 135°10′8.27″E / 34.6567083, 135.1689639 | 36°09′50″N 139°24′40″E / 36.164, 139.411002 | 39°16′N 141°53′E / 39.267, 141.883                 |
| Capacidad: 32 000                                     | Capacidad: 30 312 | Capacidad: 24 000 | Capacidad: 16 187                                  |
|                                                       | | |                                                    |

## Sorteo de grupos
En la primera ronda, o la fase de grupos, los veinte equipos se dividen en cuatro grupos de cinco equipos. Cada grupo será un único round-robin de diez partidos, en el que cada equipo juega un partido contra cada uno de los otros equipos del mismo grupo. Los equipos reciben cuatro puntos de liga por una victoria, dos por empate y ninguno por una derrota por ocho o más puntos. Un equipo que anota cuatro tries o ensayos en un partido recibe un punto de bonificación, al igual que un equipo que pierde por menos de ocho puntos; se otorgan ambos puntos de bonificación si ambas situaciones ocurren a la vez.
A la finalización de la fase zonal, los equipos de cada zona serán clasificados de uno a cinco con base en los puntos de Partido acumulados, e identificados respectivamente como ganador, segundo, tercero, cuarto y quinto.
Si a la finalización de la fase zonal, dos o más equipos están igualados en puntos de partido, se aplicarán los siguientes criterios en el orden siguiente hasta que uno de los equipos pueda ser declarado como el mejor clasificado:
El ganador del partido en el que los dos equipos igualados han jugado entre sí será el mejor clasificado
El equipo que tenga la mejor diferencia entre puntos a favor y puntos en contra en todos los partidos de su zona será el mejor clasificado; 
El equipo que tenga la mejor diferencia entre tries a favor y tries en contra en todos los partidos de su zona será el mejor clasificado; 
El equipo que haya marcado mayor cantidad de puntos en todos los partidos de su zona será el mejor clasificado
El equipo que haya marcado mayor cantidad de tries en todos los partidos de su zona será el mejor clasificado;
En caso de que no se resuelva el empate después de computar los pasos 1 a 5, el equipo que esté mejor ubicado en el 'Ranking' Mundial Oficial de World Rugby al 12 de octubre de 2015 determinará al equipo mejor clasificado.
Durante la etapa de grupos, la World Rugby estableció también que en caso de que un partido no pudiera jugarse debido a una tormenta, el mismo sería cancelado definitivamente y en ningún caso sería postergado, considerándose empate en cero a los fines de la tabla de posiciones, atribuyéndose dos puntos a cada uno de los equipos. Esta regla no fue establecida para ser aplicada en la segunda etapa de partidos eliminatorios (cuartos de final, semifinales y final), debiéndose postergar el partido, en caso de no poderse jugar por una tormenta.
| Grupo A                           | Grupo B                                       | Grupo C                                           | Grupo D                              |
| --------------------------------- | --------------------------------------------- | ------------------------------------------------- | ------------------------------------ |
| Irlanda Escocia Japón Rusia Samoa | Nueva Zelanda Sudáfrica Italia Namibia Canadá | Inglaterra Francia Argentina Estados Unidos Tonga | Australia Gales Georgia Fiyi Uruguay |

## Resultados
Durante la fase de grupos, las 20 selecciones clasificadas fueron divididas en cuatro grupos de cinco equipos cada una. Durante esta parte del torneo los equipos disputaron una liguilla clasificatoria en la que las selecciones jugaron todas contra todas dentro de cada grupo, una vez. De tal manera que se disputaron 10 partidos por grupo, es decir, 40 encuentros en total durante esta fase. Todos los partidos se realizaron en el huso horario de Japón (UTC+9).
El sistema de puntuación para cada partido fue el siguiente.
- Se otorgaron cuatro puntos por partido ganado.
- Dos puntos por empate
- Ningún punto para el perdedor
- Un punto extra por anotar cuatro o más tries.
- Un punto extra por perder por siete puntos o menos.
- Si empatan en puntos, se tomaría en cuenta el partido entre sí

BO: Punto de bonificación ofensivo.
BD: Punto de bonificación defensivo.

### Grupo A
| Posición | Selección | Partidos | Partidos | Partidos  | Partidos | Tries a favor | Tantos  | Tantos    | Tantos     | Puntos extra | Puntos |
| Posición | Selección | Jugados  | Ganados  | Empatados | Perdidos | Tries a favor | a favor | en contra | Diferencia | Puntos extra | Puntos |
| -------- | --------- | -------- | -------- | --------- | -------- | ------------- | ------- | --------- | ---------- | ------------ | ------ |
| 1        | Japón     | 4        | 4        | 0         | 0        | 13            | 115     | 62        | +53        | 3            | 19     |
| 2        | Irlanda   | 4        | 3        | 0         | 1        | 18            | 121     | 27        | +94        | 4            | 16     |
| 3        | Escocia   | 4        | 2        | 0         | 2        | 16            | 119     | 55        | +64        | 3            | 11     |
| 4        | Samoa     | 4        | 1        | 0         | 3        | 8             | 58      | 128       | –70        | 1            | 5      |
| 5        | Rusia     | 4        | 0        | 0         | 4        | 1             | 19      | 160       | –141       | 0            | 0      |

#### Partidos
| 20 de septiembre de 2019, 19:45                                                                                            | Japón | BO 30 – 10 | Rusia                                                                         | Tokyo Stadium, Tokio | |
| | Tries: Matsushima 12', 39', 69' Labuschagné 47' Conversiones: (1/3) Tamura 40' (1/1) Matsuda 71' Penales: (2/2) Tamura 44', 64' | Reporte    | Try: 5' Golosnitsky Conversión: 6' Kushnarev (1/1) Penal: 61' Kushnarev (1/1) | Asistencia: 45 745 espectadores Árbitro(s): Nigel Owens Jueces de touch: Nic Berry Matthew Carley Television Match Official: Ben Skeen | Asistencia: 45 745 espectadores Árbitro(s): Nigel Owens Jueces de touch: Nic Berry Matthew Carley Television Match Official: Ben Skeen |
| Kotaro Matsushima (Japón) es el primer jugador en anotar un hat-trick en un partido inaugural de la copa mundial de rugby. | |            |                                                                               | | |

| 22 de septiembre de 2019, 16:45                                        | Irlanda | BO 27 – 3 | Escocia                  | International Stadium Yokohama, Yokohama | |
|                                                                        | Tries: · Ja. Ryan 6' · Best 14' · Furlong 25' · Conway 56' · Conversiones: · (1/2) Sexton 8' · (1/2) Murray 27' · Penales: · (1/1) Carty 68' · Tarjeta: · Beirne 70' hasta 80' | Reporte   | Penal: 21' Laidlaw (1/1) | Asistencia: 63 731 espectadores Árbitro(s): Wayne Barnes Jueces de touch: Pascal Gaüzère Alexandre Ruiz Television Match Official: Graham Hughes | Asistencia: 63 731 espectadores Árbitro(s): Wayne Barnes Jueces de touch: Pascal Gaüzère Alexandre Ruiz Television Match Official: Graham Hughes |
| Primer enfrentamiento entre las dos selecciones en un estadio neutral. | |           |                          | | |

| 24 de septiembre de 2019, 19:15                    | Rusia                                                                                                  | 9 – 34 BO | Samoa | Kumagaya Rugby Stadium, Kumagaya | |
|                                                    | Penales: · (2/2) Kushnarev 18', 25' · Drop: · (1/1) Kushnarev 47' · Tarjeta: · Gotovtsev 46' hasta 56' | Reporte   | Tries: · 15', 79' Leiua · 44' Amosa · 48', 52' Fidow · 62' Lee-Lo · Conversiones: · 49', 53' Pisi (2/5) · Alatimu (0/1) · Tarjetas: · 28' hasta 38' Lee-Lo · 30' hasta 40' Matu'u | Asistencia: 22 564 espectadores Árbitro(s): Romain Poite Jueces de touch: Jérôme Garcès Brendon Pickerill Television Match Official: Graham Hughes | Asistencia: 22 564 espectadores Árbitro(s): Romain Poite Jueces de touch: Jérôme Garcès Brendon Pickerill Television Match Official: Graham Hughes |
| Fue el primer enfrentamiento entre ambas naciones. | |           | | | |

| 28 de septiembre de 2019, 16:15 | Japón                                                                                  | 19 – 12 BD | Irlanda                                                       | Shizuoka Stadium Ecopa, Shizuoka | |
| | Try: Fukuoka 58' Conversión: (1/1) Tamura 60' Penales: (4/5) Tamura 17', 33', 39', 71' | Reporte    | Tries: 13' Ringrose 20' Kearney Conversiones: 21' Carty (1/2) | Asistencia: 47 813 espectadores Árbitro(s): Angus Gardner Jueces de touch: Jérôme Garcès Matthew Carley Television Match Official: Ben Skeen | Asistencia: 47 813 espectadores Árbitro(s): Angus Gardner Jueces de touch: Jérôme Garcès Matthew Carley Television Match Official: Ben Skeen |
| Iain Henderson (Irlanda) alcanzó los 50 test match. Es la primera victoria de Japón sobre Irlanda. Es la primera derrota de Irlanda en la fase de grupos desde la derrota 30–15 ante Argentina durante la copa mundial 2007. Es la primera derrota de Irlanda frente a una selección de segundo nivel desde la derrota 40–25 ante Samoa en 1996. Esta es la primera vez que Irlanda no logra anotar ningún punto en la segunda mitad de un partido desde su partido contra Francia en el Seis Naciones 2016. |                                                                                        |            |                                                               | | |

| 30 de septiembre de 2019, 19:15 | Escocia | BO 34 – 0 | Samoa                        | Kobe Misaki Stadium, Kōbe | |
| | Tries: Maitland 29' Laidlaw 33' Try penal 56', 74' Conversiones: (2/2) Laidlaw 30', 35' Penal: (1/1) Laidlaw 8' Drop: (1/1) Hogg 37' | Reporte   | Tarjeta: · 56', 74' Ed Fidow | Asistencia: 27 586 espectadores Árbitro(s): Pascal Gaüzère Jueces de touch: Nigel Owens Federico Anselmi Television Match Official: Graham Hughes | Asistencia: 27 586 espectadores Árbitro(s): Pascal Gaüzère Jueces de touch: Nigel Owens Federico Anselmi Television Match Official: Graham Hughes |
| Esta es la primera vez desde que venció a Italia 29-0 en 2017 que Escocia mantuvo a sus rivales sin puntos, y la primera vez que lo hace contra Samoa. La última vez que lo hicieron en una Copa Mundial de Rugby fue en 2007, cuando vencieron a Rumania 42-0. Esta es la primera vez que Samoa no logra anotar ningún punto en un partido de la Copa Mundial de Rugby. | |           |                              | | |

| 3 de octubre de 2019, 19:15                         | Irlanda | BO 35 – 0 | Rusia                                                      | Kobe Misaki Stadium, Kōbe | |
|                                                     | Tries: Kearney 1' O'Mahony 12' Ruddock 34' Conway 61' Ringrose 75' Conversiones: (3/3) Sexton 3', 14', 36' (2/2) Carty 62', 76' | Reporte   | Tarjetas: · 33' hasta 43' Fedotko · 50' hasta 60' Ostrikov | Asistencia: 26 856 espectadores Árbitro(s): Jérôme Garcès Jueces de touch: Mathieu Raynal Brendon Pickerill Television Match Official: Ben Skeen | Asistencia: 26 856 espectadores Árbitro(s): Jérôme Garcès Jueces de touch: Mathieu Raynal Brendon Pickerill Television Match Official: Ben Skeen |
| Igor Galinovskiy (Rusia) alcanzó los 50 test match. | |           |                                                            | | |

| 5 de octubre de 2019, 19:30 | Japón | BO 38 – 19 | Samoa                                                                                  | City of Toyota Stadium, Toyota                                                                                   | |
|                             | Tries: Lafaele 28' Himeno 53' Fukuoka 76' Matsushima 80+5' Conversiones: (3/4) Tamura 29', 55', 80+7' Penales: (4/5) Tamura 3', 8', 24', 51' | Reporte    | Tries: 73' Taefu Conversiones: 74' Taefu (1/1) Penales: 10', 15', 34', 45' Taefu (4/5) | Árbitro(s): Jaco Peyper Jueces de touch: Angus Gardner Federico Anselmi Television Match Official: Graham Hughes | Árbitro(s): Jaco Peyper Jueces de touch: Angus Gardner Federico Anselmi Television Match Official: Graham Hughes |

| 9 de octubre de 2019, 16:15 | Escocia | BO 61 – 0 | Rusia | Shizuoka Stadium Ecopa, Shizuoka                                                                                   | |
|                             | Tries: Hastings 14', 18' Horne 22', 45', 59' Turner 51' Seymour 56' Barclay 75' McInally 78' Conversiones: (8/9) Hastings 15', 20', 24', 46', 53', 57', 76', 80' | Reporte   |       | Árbitro(s): Mathieu Raynal Jueces de touch: Wayne Barnes Federico Anselmi Television Match Official: Marius Jonker | Árbitro(s): Mathieu Raynal Jueces de touch: Wayne Barnes Federico Anselmi Television Match Official: Marius Jonker |

| 12 de octubre de 2019, 19:45 | Irlanda | BO 47 – 5 | Samoa          | Fukuoka Hakatanomori Stadium, Fukuoka                                                                       | |
|                              | Tries: Best 4' Furlong 10' Sexton 21', 39' Larmour 48' Stander 65' Conway 70' Conversiones: (4/5) Sexton 5', 11', 23', 50' (2/2) Carbery 67', 72' | Reporte   | Try: 26' J Lam | Árbitro(s): Nic Berry Jueces de touch: Romain Poite Brendon Pickerill Television Match Official: Rowan Kitt | Árbitro(s): Nic Berry Jueces de touch: Romain Poite Brendon Pickerill Television Match Official: Rowan Kitt |

| 13 de octubre de 2019, 19:45 | Japón                                                                                              | BO 28 – 21 BD | Escocia                                                                                         | International Stadium Yokohama, Yokohama                                                                     | |
| | Tries: Matsushima 18' Inagaki 26' Fukuoka 40', 43' Conversiones: (4/4) Tamura 20', 27', 40+2', 44' | Reporte       | Tries: 7' Russell 50' WP Nel 55' Fagerson Conversiones: 8', 51' Laidlaw (2/2) 56' Russell (1/1) | Árbitro(s): Ben O'Keeffe Jueces de touch: Mathieu Raynal Matthew Carley Television Match Official: Ben Skeen | Árbitro(s): Ben O'Keeffe Jueces de touch: Mathieu Raynal Matthew Carley Television Match Official: Ben Skeen |
| Primer partido en la historia de los mundiales en que Japón derrota a Escocia. Primera clasificación de Japón a cuartos de final de una copa del mundo. | |               |                                                                                                 | | |

### Grupo B
| Posición | Selección     | Partidos | Partidos | Partidos  | Partidos | Tries a favor | Tantos  | Tantos    | Tantos     | Puntos extra | Puntos |
| Posición | Selección     | Jugados  | Ganados  | Empatados | Perdidos | Tries a favor | A favor | En contra | Diferencia | Puntos extra | Puntos |
| -------- | ------------- | -------- | -------- | --------- | -------- | ------------- | ------- | --------- | ---------- | ------------ | ------ |
| 1        | Nueva Zelanda | 4        | 3        | 1         | 0        | 22            | 157     | 22        | +135       | 2            | 16     |
| 2        | Sudáfrica     | 4        | 3        | 0         | 1        | 27            | 185     | 36        | +149       | 3            | 15     |
| 3        | Italia        | 4        | 2        | 1         | 1        | 14            | 98      | 78        | +20        | 2            | 12     |
| 4        | Namibia       | 4        | 0        | 1         | 3        | 3             | 34      | 175       | –141       | 0            | 2      |
| 5        | Canadá        | 4        | 0        | 1         | 3        | 2             | 14      | 177       | –163       | 0            | 2      |

#### Partidos
| 21 de septiembre de 2019, 18:45                        | Nueva Zelanda | 23 – 13 | Sudáfrica                                                                                          | International Stadium Yokohama, Yokohama | |
|                                                        | Tries: Bridge 23' S. Barrett 26' Conversiones: (2/2) Mo'unga 24', 27' Penales: (2/3) Mo'unga 22', 66' (1/1) B. Barrett 71' | Reporte | Tries: 47' du Toit Conversión: 48' Pollard (1/1) Penales: 1' Pollard (1/2) Drop: 58' Pollard (1/1) | Asistencia: 63 649 espectadores Árbitro(s): Jérôme Garcès Jueces de touch: Romain Poite Karl Dickson Television Match Official: Graham Hughes | Asistencia: 63 649 espectadores Árbitro(s): Jérôme Garcès Jueces de touch: Romain Poite Karl Dickson Television Match Official: Graham Hughes |
| Duane Vermeulen (Sudáfrica) alcanzó los 50 test match. | |         | | | |

| 22 de septiembre de 2019, 14:15                                                                           | Italia | BO 47 – 22 | Namibia                                                                                                 | Hanazono Rugby Stadium, Higashiōsaka | |
| | Tries: Try penal 10' Allan 25' Tebaldi 40' Padovani 43' Canna 46' Polledri 69' Minozzi 75' Conversiones: (3/3) Allan 26', 42', 44' (2/3) Canna 47', 76' | Reporte    | Tries: 5' Stevens 56' Greyling 78' Plato Conversiones: 6', 79' Loubser (2/3) Penales: 51' Loubser (1/1) | Asistencia: 20 354 espectadores Árbitro(s): Nic Berry Jueces de touch: Nigel Owens Federico Anselmi Television Match Official: Marius Jonker | Asistencia: 20 354 espectadores Árbitro(s): Nic Berry Jueces de touch: Nigel Owens Federico Anselmi Television Match Official: Marius Jonker |
| PJ Walters (Namibia) hizo su debut internacional. Darryl de la Harpe (Namibia) alcanzó los 50 test match. | |            | | | |

| 26 de septiembre de 2019, 16:45                         | Italia | BO 48 – 7 | Canadá                                                                            | Fukuoka Hakatanomori Stadium, Fukuoka                                                                    | |
|                                                         | Tries: Steyn 7' Budd 12' Negri 43' Try penal 58' Bellini 61' Zani 72' Minozzi 78' Conversiones: (3/4) Allan 8', 13', 44' (1/2) Canna 73' Penal: (1/1) Allan 2' | Reporte   | Try: · 68' Coe · Conversión: · 70' Nelson (1/1) · Tarjeta: · 58' hasta 68' Heaton | Árbitro(s): Nigel Owens Jueces de touch: Wayne Barnes Karl Dickson Television Match Official: Rowan Kitt | Árbitro(s): Nigel Owens Jueces de touch: Wayne Barnes Karl Dickson Television Match Official: Rowan Kitt |
| Djustice Sears-Duru (Canadá) alcanzó los 50 test match. | |           |                                                                                   | | |

| 28 de septiembre de 2019, 18:45 | Sudáfrica | BO 57 – 3 | Namibia            | City of Toyota Stadium, Toyota                                                                              | |
|                                 | Tries: Mbonambi 9', 16' Louw 14' Mapimpi 26', 53' Am 41' Gelant 47' Kolisi 58' Brits 63' Conversiones: (6/9) Jantjies 10', 18', 42', 49', 54', 65' | Reporte   | Penal: 23' Loubser | Árbitro(s): Mathieu Raynal Jueces de touch: Nic Berry Andrew Brace Television Match Official: Graham Hughes | Árbitro(s): Mathieu Raynal Jueces de touch: Nic Berry Andrew Brace Television Match Official: Graham Hughes |

| 2 de octubre de 2019, 19:15 | Nueva Zelanda | BO 63 – 0 | Canadá | Oita Stadium, Oita                                                                                               | |
|                             | Tries: try penal 5' J. Barrett 9' Williams 17' B. Barrett 36' Ioane 41' S. Barrett 45' Frizell 47' Weber 50', 57' Conversiones: (8/8) Mo'unga 10', 19', 37', 43', 46', 49', 51', 59' | Reporte   |        | Árbitro(s): Romain Poite Jueces de touch: Pascal Gaüzère Alexandre Ruiz Television Match Official: Marius Jonker | Árbitro(s): Romain Poite Jueces de touch: Pascal Gaüzère Alexandre Ruiz Television Match Official: Marius Jonker |

| 4 de octubre de 2019, 18:45 | Sudáfrica | BO 49 – 3 | Italia                  | Shizuoka Stadium Ecopa, Shizuoka                                                                            | |
|                             | Tries: Kolbe 5', 52' m Mbonambi 26' Am 57' Mapimpi 67' Snyman 75' Marx 80+2' Conversiones: (4/7) Pollard 6', 27', 59', 68' Penales: (2/2) Pollard 11', 50' | Reporte   | Penales: 8' Allan (1/1) | Árbitro(s): Wayne Barnes Jueces de touch: Romain Poite Alexandre Ruiz Television Match Official: Rowan Kitt | Árbitro(s): Wayne Barnes Jueces de touch: Romain Poite Alexandre Ruiz Television Match Official: Rowan Kitt |

| 6 de octubre de 2019, 13:45 | Nueva Zelanda | BO 71 – 9 | Namibia                             | Tokyo Stadium, Tokio                                                                                      | |
|                             | Tries: Reece 5', 52' Lienert-Brown 20', 46' Ta'avao 35' B. Smith 40+4', 67' Moody 41' Whitelock 55' J. Barrett 75' Perenara 78' Conversiones: (8/11) J. Barrett 36', 45', 43', 47', 52', 56', 68', 76' | Reporte   | Penales: 2', 25', 29' Stevens (3/3) | Árbitro(s): Pascal Gaüzère Jueces de touch: Luke Pearce Shuhei Kubo Television Match Official: Rowan Kitt | Árbitro(s): Pascal Gaüzère Jueces de touch: Luke Pearce Shuhei Kubo Television Match Official: Rowan Kitt |

| 8 de octubre de 2019, 19:15 | Sudáfrica | BO 66 – 7 | Canadá                                       | Kobe Misaki Stadium, Kōbe                                                                                 | |
|                             | Tries: de Allende 3' Nkosi 6' Reinach 10', 18', 21' Gelant 28' Steyn 40+1' Brits 55' Willemse 66' Malherbe 73' Conversiones: (8/10) E. Jantjies 3', 12', 20', 22', 29', 40'+2', 56', 68' | Reporte   | Try: 46' Heaton Conversión: 48' Nelson (1/1) | Árbitro(s): Luke Pearce Jueces de touch: Angus Gardner Andrew Brace Television Match Official: Rowan Kitt | Árbitro(s): Luke Pearce Jueces de touch: Angus Gardner Andrew Brace Television Match Official: Rowan Kitt |

| 12 de octubre de 2019, 13:45 | Nueva Zelanda | 0 – 0   | Italia | City of Toyota Stadium, Toyota                                                                                | |
| |               | Reporte |        | Árbitro(s): Luke Pearce Jueces de touch: Wayne Barnes Alexandre Ruiz Television Match Official: Graham Hughes | Árbitro(s): Luke Pearce Jueces de touch: Wayne Barnes Alexandre Ruiz Television Match Official: Graham Hughes |
| Partido cancelado por el tifón Hagibis por lo que se da por terminado con marcador 0-0 y se otorga dos puntos a cada equipo, se convierte en el primer partido de la fase de grupos que Nueva Zelanda no obtiene la victoria. |               |         |        | | |

| 13 de octubre de 2019, 12:15                                                                                                 | Namibia | 0 – 0   | Canadá | Kamaishi Recovery Memorial Stadium, Kamaishi                                                                        | |
| |         | Reporte |        | Árbitro(s): Paul Williams Jueces de touch: Pascal Gaüzère Federico Anselmi Television Match Official: Marius Jonker | Árbitro(s): Paul Williams Jueces de touch: Pascal Gaüzère Federico Anselmi Television Match Official: Marius Jonker |
| Partido cancelado por el tifón Hagibis por lo que se da por terminado con marcador 0-0 y se otorga dos puntos a cada equipo. |         |         |        | | |

### Grupo C
| Posición | Selección      | Partidos | Partidos | Partidos  | Partidos | Tries a favor | Tantos  | Tantos    | Tantos     | Puntos extra | Puntos |
| Posición | Selección      | jugados  | ganados  | empatados | perdidos | Tries a favor | a favor | en contra | diferencia | Puntos extra | Puntos |
| -------- | -------------- | -------- | -------- | --------- | -------- | ------------- | ------- | --------- | ---------- | ------------ | ------ |
| 1        | Inglaterra     | 4        | 3        | 1         | 0        | 17            | 119     | 20        | +99        | 3            | 17     |
| 2        | Francia        | 4        | 3        | 1         | 0        | 9             | 79      | 51        | +28        | 1            | 15     |
| 3        | Argentina      | 4        | 2        | 0         | 2        | 14            | 106     | 91        | +15        | 3            | 11     |
| 4        | Tonga          | 4        | 1        | 0         | 3        | 9             | 67      | 105       | –38        | 2            | 6      |
| 5        | Estados Unidos | 4        | 0        | 0         | 4        | 7             | 52      | 156       | –104       | 0            | 0      |

#### Partidos
| 21 de septiembre de 2019, 16:15 | Francia | 23 – 21 BD | Argentina | Estadio Ajinomoto, Tokio                                                                                          | |
|                                 | Tries Fickou 17' Dupont 21' Conversiones Ntamack (2/2) 18', 22' Penales Ntamack (2/3) 29', 40' Drop López 69' | Reporte    | Tries 41' Pagadizábal 51' Montoya Conversiones 42' (1/2) Sánchez Penales 14' (1/1) Sánchez 60', 68' (2/2) Urdapilleta | Árbitro(s): Angus Gardner Jueces de touch: Jaco Peyper Brendon Pickerill Television Match Official: Marius Jonker | Árbitro(s): Angus Gardner Jueces de touch: Jaco Peyper Brendon Pickerill Television Match Official: Marius Jonker |

| 22 de septiembre de 2019, 19:15 | Inglaterra | BO 35 - 3 | Tonga                     | Domo de Sapporo, Sapporo                                                                                   | |
|                                 | Tries Tuilagi 23', 30' George 56' Cowan-Dickie 76' Conversiones (3/4) Farrell 32', 57', 77' Penales (3/3) Farrell 10', 36', 42' | Reporte   | Penales 14' (1/2) Takulua | Árbitro(s): Paul Williams Jueces de touch: Mathieu Raynal Shuhei Kubo Television Match Official: Ben Skeen | Árbitro(s): Paul Williams Jueces de touch: Mathieu Raynal Shuhei Kubo Television Match Official: Ben Skeen |

| 26 de septiembre de 2019, 19:45 | Inglaterra | BO 45 - 7 | Estados Unidos                                     | Kobe Misaki Stadium, Kōbe                                                                                  | |
|                                 | Tries: Ford 5' Vunipola 25' Cowan-Dickie 32' Cokanasiga 47', 76' McConnochie 57' Ludlam 67' Conversiones: (5/7) Ford 6', 25', 59', 68', 77' | Reporte   | Tries: 81' Campbell Conversión: 82' MacGinty (1/1) | Árbitro(s): Nic Berry Jueces de touch: Paul Williams Federico Anselmi Television Match Official: Ben Skeen | Árbitro(s): Nic Berry Jueces de touch: Paul Williams Federico Anselmi Television Match Official: Ben Skeen |

| 28 de septiembre de 2019, 13:45 | Argentina                                                                                  | BO 28 - 12 | Tonga                                                | Hanazono Rugby Stadium, Higashiōsaka                                                                          | |
|                                 | Tries: Montoya 6', 16', 25' Carreras 19' Conversiones: (4/4) Urdapilleta 8', 18', 20', 27' | Reporte    | Tries: 29', 65' Veainu Conversión: 31' Takulua (1/2) | Árbitro(s): Jaco Peyper Jueces de touch: Ben O'Keeffe Brendon Pickerill Television Match Official: Rowan Kitt | Árbitro(s): Jaco Peyper Jueces de touch: Ben O'Keeffe Brendon Pickerill Television Match Official: Rowan Kitt |

| 2 de octubre de 2019, 16:45 | Francia | BO 33 - 9 | Estados Unidos                        | Fukuoka Hakatanomori Stadium, Fukuoka                                                                    | |
|                             | Tries: Huget 6' Raka 24' Fickou 67' Serin 70' Poirot 79' Conversiones: (1/2) Ramos 8' (3/3) López 68', 71', 80+1' | Reporte   | Penales: 19', 31', 65' MacGinty (3/3) | Árbitro(s): Ben O'Keeffe Jueces de touch: Wayne Barnes Shuhei Kubo Television Match Official: Rowan Kitt | Árbitro(s): Ben O'Keeffe Jueces de touch: Wayne Barnes Shuhei Kubo Television Match Official: Rowan Kitt |

| 5 de octubre de 2019, 17:00 | Inglaterra | BO 39 - 10 | Argentina                                                                   | Tokyo Stadium, Tokio                                                                                        | |
|                             | Tries: May 9' Daly 35' Youngs 40+1' Ford 45' Nowell 74' Cowan-Dickie 80' Conversiones Farrell (3/6) 47', 76', 80+1' Penales Farrell (1/2) 54' | Reporte    | Tries 71' Moroni Conversiones 72' (1/1) Boffelli Penal 7' (1/1) Urdapilleta | Árbitro(s): Nigel Owens Jueces de touch: Ben O'Keeffe Andrew Brace Television Match Official: Marius Jonker | Árbitro(s): Nigel Owens Jueces de touch: Ben O'Keeffe Andrew Brace Television Match Official: Marius Jonker |

| 6 de octubre de 2019, 16:45 | Francia                                                                                           | 23 – 21 BD | Tonga                                                                                          | Kumamoto Stadium, Kumamoto                                                                               | |
|                             | Tries: Vakatawa 5' Raka 31' Conversiones Ntamack (2/2) 6', 33' Penales Ntamack (3/4) 3', 51', 59' | Reporte    | Tries: 39' Takulua 46' Hingano 78' Kapeli Conversiones 40', 48' (2/2) Takulua 79' (1/1) Fosita | Árbitro(s): Nic Berry Jueces de touch: Paul Williams Matthew Carley Television Match Official: Ben Skeen | Árbitro(s): Nic Berry Jueces de touch: Paul Williams Matthew Carley Television Match Official: Ben Skeen |

| 9 de octubre de 2019, 13:45 | Argentina | BO 45 - 17 | Estados Unidos                                                     | Kumagaya Rugby Stadium, Kumagaya                                                                                  | |
|                             | Tries: Sánchez 19' Tuculet 25', 35' Mallia 44', 48' de la Fuente 57' Bertranou 71' Conversiones Sánchez (5/6) 21', 25', 45', 49', 57' Urdapilleta (1/1) 72' | Reporte    | Tries: 39', 80+3' Scully 60' Lasike Conversión: 61' MacGinty (1/2) | Árbitro(s): Paul Williams Jueces de touch: Jaco Peyper Brendon Pickerill Television Match Official: Graham Hughes | Árbitro(s): Paul Williams Jueces de touch: Jaco Peyper Brendon Pickerill Television Match Official: Graham Hughes |

| 12 de octubre de 2019, 17:15                                                                                                 | Inglaterra | 0 – 0   | Francia | International Stadium Yokohama, Yokohama                                                               | |
| |            | Reporte |         | Árbitro(s): Jaco Peyper Jueces de touch: Nigel Owens Andrew Brace Television Match Official: Ben Skeen | Árbitro(s): Jaco Peyper Jueces de touch: Nigel Owens Andrew Brace Television Match Official: Ben Skeen |
| Partido cancelado por el tifón Hagibis por lo que se da por terminado con marcador 0-0 y se otorga dos puntos a cada equipo. |            |         |         | | |

| 13 de octubre de 2019, 14:45 | Estados Unidos                                                      | 19 – 31 BO | Tonga | Hanazono Rugby Stadium, Higashiōsaka                                                                        | |
|                              | Tries: Te'o 21', 26' Lamborn 77' Conversión (2/3) MacGinty 22', 78' | Reporte    | Tries: 17' Fisiihoi 58' Hingano 62' Piutau 80'+1' Veainu Conversiones 19', 60' Takulua (2/2) 64' Faiva (1/1) 80+2' Piutau (1/1) Penal 51' Takulua (1/1) | Árbitro(s): Nigel Owens Jueces de touch: Jérôme Garcès Shuhei Kubo Television Match Official: Graham Hughes | Árbitro(s): Nigel Owens Jueces de touch: Jérôme Garcès Shuhei Kubo Television Match Official: Graham Hughes |

### Grupo D
| Posición | Selección | Partidos | Partidos | Partidos  | Partidos | Tries a favor | Tantos  | Tantos    | Tantos     | Puntos extra | Puntos |
| Posición | Selección | jugados  | ganados  | empatados | perdidos | Tries a favor | a favor | en contra | diferencia | Puntos extra | Puntos |
| -------- | --------- | -------- | -------- | --------- | -------- | ------------- | ------- | --------- | ---------- | ------------ | ------ |
| 1        | Gales     | 4        | 4        | 0         | 0        | 17            | 136     | 69        | +67        | 3            | 19     |
| 2        | Australia | 4        | 3        | 0         | 1        | 20            | 136     | 68        | +68        | 4            | 16     |
| 3        | Fiyi      | 4        | 1        | 0         | 3        | 17            | 110     | 108       | +2         | 3            | 7      |
| 4        | Georgia   | 4        | 1        | 0         | 3        | 9             | 65      | 122       | –57        | 1            | 5      |
| 5        | Uruguay   | 4        | 1        | 0         | 3        | 6             | 60      | 140       | –80        | 0            | 4      |

#### Partidos
| 21 de septiembre de 2019, 13:45 | Australia | BO 39 – 21 | Fiyi | Sapporo Dome, Sapporo | |
|                                 | Tries: Hooper 17' Hodge 35' Latu 56', 61' Kerevi 68' Koroibete 72' Conversiones: (1/2) Lealiifano 18' (2/3) To'omua 69', 71' (0/1) Hodge Penal: (1/1) Hodge 50' | Reporte    | Tries: · 7' Yato · 43' Nayacalevu · Conversiones: · 45' Volavola (1/2) · Penales: · 44', 22', 30' Volavola (3/3) · Tarjeta: · 61' hasta 71' Botia | Asistencia: 36 482 espectadores Árbitro(s): Ben O'Keeffe Jueces de touch: Luke Pearce Andrew Brace Television Match Official: Rowan Kitt | Asistencia: 36 482 espectadores Árbitro(s): Ben O'Keeffe Jueces de touch: Luke Pearce Andrew Brace Television Match Official: Rowan Kitt |

| 23 de septiembre de 2019, 19:15 | Gales | BO 43 – 14 | Georgia | City of Toyota Stadium, Toyota | |
| | Tries: J. Davies 3' Tipuric 13' Adams 19' L. Williams 40' T. Williams 65' North 76' Conversiones: (4/5) Biggar 14', 20', 40+1', 66' (1/1) Halfpenny 77' Penal: (1/1) Biggar 7' | Reporte    | Tries: · 43' Mamukashvili · 69' Chilachava · Conversiones: · 44', 70' Abzhandadze (2/2) · Tarjeta: · 48' hasta 58' Bregvadze | Asistencia: 35 546 espectadores Árbitro(s): Luke Pearce Jueces de touch: Ben O'Keeffe Matthew Carley Television Match Official: Rowan Kitt | Asistencia: 35 546 espectadores Árbitro(s): Luke Pearce Jueces de touch: Ben O'Keeffe Matthew Carley Television Match Official: Rowan Kitt |
| Levan Chilachava (Georgia) alcanzó los 50 test match. Alun Wyn Jones igualó el récord de Gethin Jenkins como el jugador con más presencias para Gales con 129 partidos. El try de Jonathan Davies fue el más rápido anotado por un jugador galés en una Copa Mundial de Rugby. | |            | | | |

| 25 de septiembre de 2019, 14:15 | Fiyi                                                                                               | BO BD 27 – 30 | Uruguay | Kamaishi Recovery Memorial Stadium, Kamaishi | |
| | Tries: Dolokoto 8' Mawi 19' Ratuniyarawa 48' Matawalu 67', 80' Conversiones: (1/5) J. Matavesi 20' | Reporte       | Tries: 14' Arata 22' Diana 26' Cat Conversiones: 15', 23', 28' Berchesi (3/3) Penales: 38', 61', 76' Berchesi (3/4) | Asistencia: 14 025 espectadores Árbitro(s): Pascal Gaüzère Jueces de touch: Angus Gardner Andrew Brace Television Match Official: Marius Jonker | Asistencia: 14 025 espectadores Árbitro(s): Pascal Gaüzère Jueces de touch: Angus Gardner Andrew Brace Television Match Official: Marius Jonker |
| Germán Kessler (Uruguay) alcanzó los 50 test match. Es el primer triunfo de Uruguay en la copa desde que derrotara a Georgia durante el mundial de 2003. Es el primer triunfo de Uruguay sobre Fiyi, y una nación de las islas del Pacífico. Esta es la primera vez que Uruguay derrota a un equipo ubicado en el top 10 del ranking. | |               | | | |

| 29 de septiembre de 2019, 14:15 | Georgia | BO 33 – 7 | Uruguay                                                                                | Kumagaya Rugby Stadium, Kumagaya | |
| | Tries: Todua 8' Giorgadze 29' Chilachava 42' Bregvadze 51' Kveseladze 57' Conversiones: (4/5) Abzhandadze 29', 43', 52', 58' | Reporte   | Try: · 32' Vilaseca · Conversión: · 33' Berchesi (1/1) · Tarjeta: · 77' Facundo Gattas | Asistencia: 24 895 espectadores Árbitro(s): Wayne Barnes Jueces de touch: Paul Williams Alexandre Ruiz Television Match Official: Marius Jonker | Asistencia: 24 895 espectadores Árbitro(s): Wayne Barnes Jueces de touch: Paul Williams Alexandre Ruiz Television Match Official: Marius Jonker |
| La tarjeta roja de Facundo Gattas convirtió a Uruguay en el primer equipo en recibir tarjetas rojas en dos copas mundiales consecutivas. El primer try de Georgia fue el primero que no logró convertir en una Copa Mundial de Rugby. | |           |                                                                                        | | |

| 29 de septiembre de 2019, 16:45 | Australia | BD 25 – 29 | Gales | Tokyo Stadium, Tokio | |
| | Tries: Ashley-Cooper 20' Haylett-Petty 45' Hooper 61' Conversiones: (2/2) To'omua 47', 62' Penales: (1/1) Forley 28' (1/1) To'omua 67' | Reporte    | Tries: 12' Parkes 37' Davies Conversiones: 13' Biggar (1/1) 38' Patchell (1/1) Penales: 32', 36', 71' Patchell (3/3) Drops: 1' Biggar (1/1) 43' Patchell (1/1) | Asistencia: 47 885 espectadores Árbitro(s): Romain Poite Jueces de touch: Luke Pearce Karl Dickson Television Match Official: Ben Skeen | Asistencia: 47 885 espectadores Árbitro(s): Romain Poite Jueces de touch: Luke Pearce Karl Dickson Television Match Official: Ben Skeen |
| James O'Connor (Australia) alcanzó los 50 test match. Alun Wyn Jones se convirtió en el jugador con más presencias de Gales con 130 partidos, superando el récord de 129 de Gethin Jenkins. Dan Biggar marcó el drop más rápido en la historia de la Copa Mundial de Rugby, a los 36 segundos. | |            | | | |

| 3 de octubre de 2019, 14:15 | Georgia                                                                            | 10 – 45 BO | Fiyi | Hanazono Rugby Stadium, Higashiōsaka | |
|                             | Try: Gorgodze 52' Conversión: (1/1) Matiashvili 54' Penales: (1/2) Matiashvili 34' | Reporte    | Tries: 19' Nayacalevu 44' Lomani 49' Tuisova 60', 75' Radradra 67' Kunatani 69' Ratuniyarawa Conversiones: 20', 62', 69', 71', 76' Volavola (5/7) | Asistencia: 21 069 espectadores Árbitro(s): Paul Williams Jueces de touch: Jaco Peyper Matthew Carley Television Match Official: Graham Hughes | Asistencia: 21 069 espectadores Árbitro(s): Paul Williams Jueces de touch: Jaco Peyper Matthew Carley Television Match Official: Graham Hughes |

| 5 de octubre de 2019, 14:15 | Australia | BO 45 – 10 | Uruguay                                                                 | Oita Stadium, Ōita                                                                                          | |
|                             | Tries: Haylett-Petty 5', 67' Petaia 23' Kuridrani 30', 45' Genia 52' Slipper 60' Conversiones: (5/7) Lealiifano 6', 24', 47', 54', 62' | Reporte    | Try: 78' Diana Conversión: 78' Berchesi (1/1) Penal: 12' Berchesi (1/1) | Árbitro(s): Mathieu Raynal Jueces de touch: Jérôme Garcès Karl Dickson Television Match Official: Ben Skeen | Árbitro(s): Mathieu Raynal Jueces de touch: Jérôme Garcès Karl Dickson Television Match Official: Ben Skeen |

| 9 de octubre de 2019, 18:45 | Gales | BO 29 – 17 | Fiyi                                            | Oita Stadium, Ōita                                                                                        | |
|                             | Tries: Adams 18', 31', 61'm L. Williams 69' Conversiones: (2/2) Biggar 20', 32' (1/2) Patchell 70' Penal: (1/1) Patchell 58' | Reporte    | Tries: 4' Tuisova 9' Murimurivalu 54' try penal | Árbitro(s): Jérôme Garcès Jueces de touch: Romain Poite Karl Dickson Television Match Official: Ben Skeen | Árbitro(s): Jérôme Garcès Jueces de touch: Romain Poite Karl Dickson Television Match Official: Ben Skeen |

| 11 de octubre de 2019, 19:15 | Australia | BO 27 – 8 | Georgia                                     | Shizuoka Stadium Ecopa, Shizuoka                                                                               | |
|                              | Tries: White 23' Koroibete 60' Dempsey 75' Genia 79' Conversiones: (2/4) To'omua 24', 61' Penal: (1/1) To'omua 37' | Reporte   | Try: 70' Todua Penal: 28' Matiashvili (1/1) | Árbitro(s): Pascal Gaüzère Jueces de touch: Jérôme Garcès Shuhei Kubo Television Match Official: Marius Jonker | Árbitro(s): Pascal Gaüzère Jueces de touch: Jérôme Garcès Shuhei Kubo Television Match Official: Marius Jonker |

| 13 de octubre de 2019, 17:15 | Gales | BO 35 – 13 | Uruguay                                                                        | Kumamoto Stadium, Kumamoto                                                                                | |
|                              | Tries: Smith 17' Adams 49' try penal 66' T. Williams 74' G. Davies 80+5' Conversiones: (4/4) Halfpenny 18', 50', 75', 80+6' | Reporte    | Try: 71' Kessler Conversión: 72' Berchesi (1/1) Penal: 22', 39' Berchesi (2/2) | Árbitro(s): Angus Gardner Jueces de touch: Luke Pearce Karl Dickson Television Match Official: Rowan Kitt | Árbitro(s): Angus Gardner Jueces de touch: Luke Pearce Karl Dickson Television Match Official: Rowan Kitt |

## Fase final
Finalizada la fase de grupos, los dos primeros equipos de cada grupo pasan a los cuartos de final del torneo, que consisten en partidos eliminatorios. Los equipos que ganan los partidos de cuartos de final se clasifican para las semifinales, y los equipos que pierden los partidos de cuartos de final son eliminados del Mundial.
Los partidos de semifinales también consisten en partidos eliminatorios. Los ganadores de los partidos semifinales se clasifican para la Final de la Copa del Mundo, y los perdedores de las semifinales disputan la final de Bronce.
Durante la fase final del torneo, si los equipos terminan empatados a la finalización del partido, el ganador se determina mediante los siguientes métodos secuenciales:
1. Prórroga: se disputan dos periodos extra de 10 minutos cada uno.
2. Muerte súbita: si el resultado continuare empatado tras disputarse los 20 minutos extra, se jugará un tiempo extra adicional de 10 minutos como máximo. Durante este período el primer equipo que marque puntos, por cualquier vía, será declarado ganador.
3. Competición de penales o kicks: si después de este período de muerte súbita no se pudiere declarar un ganador, se organizará una competición de penales o kicks desde el suelo. El mayor anotador será ganador del partido.

|  | Cuartos de final     | Cuartos de final        |                          |       | Semifinales            | Semifinales            |  |  | Final                 | Final |
|  |                      |                         |                          |       |                        |                        |  |  |                       |       |
|  | 19 de octubre, Ōita  |                         |                          |       |                        |                        |  |  |                       |       |
|  |                      |                         |                          |       |                        |                        |  |  |                       |       |
|  | Inglaterra           | 40                      |                          |       |                        |                        |  |  |                       |       |
|  | Inglaterra           | 40                      | 26 de octubre, Yokohama  |       |                        |                        |  |  |                       |       |
|  | Australia            | 16                      |                          |       |                        |                        |  |  |                       |       |
|  | Australia            | 16                      | Inglaterra               | 19    |                        |                        |  |  |                       |       |
|  | 19 de octubre, Tokio |                         | Inglaterra               | 19    |                        |                        |  |  |                       |       |
|  |                      | Nueva Zelanda           | 7                        |       |                        |                        |  |  |                       |       |
|  | Nueva Zelanda        | Nueva Zelanda           | 7                        | 46    |                        |                        |  |  |                       |       |
|  | Nueva Zelanda        |                         | 2 de noviembre, Yokohama | 46    |                        |                        |  |  |                       |       |
|  | Irlanda              | 14                      |                          |       |                        |                        |  |  |                       |       |
|  | Irlanda              | 14                      | Inglaterra               | 12    |                        |                        |  |  |                       |       |
|  | 20 de octubre, Ōita  |                         | Inglaterra               | 12    |                        |                        |  |  |                       |       |
|  |                      | Sudáfrica               | 32                       |       |                        |                        |  |  |                       |       |
|  | Gales                | Sudáfrica               | 32                       | 20    |                        |                        |  |  |                       |       |
|  | Gales                | 27 de octubre, Yokohama |                          | 20    |                        |                        |  |  |                       |       |
|  | Francia              | 19                      |                          |       |                        |                        |  |  |                       |       |
|  | Francia              | 19                      | Gales                    | 16    | Tercer y cuarto puesto | Tercer y cuarto puesto |  |  |                       |       |
|  | 20 de octubre, Tokio |                         | Gales                    | 16    | Tercer y cuarto puesto | Tercer y cuarto puesto |  |  |                       |       |
|  |                      | Sudáfrica               | 19                       |       |                        |                        |  |  |                       |       |
|  | Japón                | Sudáfrica               | 19                       | 3     | Nueva Zelanda          | 40                     |  |  |                       |       |
|  | Japón                |                         |                          | 3     | Nueva Zelanda          | 40                     |  |  |                       |       |
|  | Sudáfrica            | 26                      |                          | Gales | 17                     |                        |  |  |                       |       |
|  | Sudáfrica            | 26                      |                          |       | 17                     |                        |  |  |                       |       |
|  |                      |                         |                          |       |                        |                        |  |  | 1 de noviembre, Tokio |       |
|  |                      |                         |                          |       |                        |                        |  |  |                       |       |

### Cuartos de final
| 19 de octubre de 2019, 16:15 | Inglaterra | 40 – 16 | Australia                                                                                   | Oita Stadium, Ōita                                                                                          | |
|                              | Tries: May 18', 21' Sinckler 46' Watson 76' Conversiones (4/4) Farrell 19', 23', 47', 77' Penales: (4/4) Farrell 30', 51', 66', 73' | Reporte | Try: 43' Koroibete Conversión: 44' Lealiifano (1/1) Penales: 12', 26', 41' Lealiifano (3/3) | Árbitro(s): Jérôme Garcès Jueces de touch: Romain Poite Mathieu Raynal Television Match Official: Ben Skeen | Árbitro(s): Jérôme Garcès Jueces de touch: Romain Poite Mathieu Raynal Television Match Official: Ben Skeen |

| 19 de octubre de 2019, 19:15 | Nueva Zelanda | 46 – 14 | Irlanda                                                       | Tokyo Stadium, Tokio                                                                                           | |
|                              | Tries: A. Smith 14', 20' B. Barrett 32' Taylor 48' Todd 61' Bridge 73' J. Barrett 79' Conversiones (3/5) Mo'unga 15', 22', 49' (1/2) B. Barrett 74' Penales: (1/1) Mo'unga 6' | Reporte | Tries: 69' Henshaw 76' try penal Conversión 69' Carbery (1/1) | Árbitro(s): Nigel Owens Jueces de touch: Pascal Gaüzère Angus Gardner Television Match Official: Graham Hughes | Árbitro(s): Nigel Owens Jueces de touch: Pascal Gaüzère Angus Gardner Television Match Official: Graham Hughes |

| 20 de octubre de 2019, 16:15 | Gales                                                                                               | 20 – 19 | Francia                                                                          | Oita Stadium, Ōita                                                                                        | |
|                              | Tries: Wainwright 12' Moriarty 74' Conversiones (2/2) Biggar 13', 75' Penales (2/2) Biggar 20', 54' | Reporte | Tries: 5' Vahaamahina 8' Ollivon 31' Vakatawa Conversiones 9', 32' Ntamack (2/3) | Árbitro(s): Jaco Peyper Jueces de touch: Paul Williams Nic Berry Television Match Official: Marius Jonker | Árbitro(s): Jaco Peyper Jueces de touch: Paul Williams Nic Berry Television Match Official: Marius Jonker |

| 20 de octubre de 2019, 19:15 | Japón                   | 3 – 26  | Sudáfrica                                                                                            | Tokyo Stadium, Tokio                                                                                     | |
|                              | Penal: (1/1) Tamura 20' | Reporte | Tries: 4', 70' Mapimpi 66' de Klerk Conversión 66' Pollard (1/3) Penales 44', 49', 64' Pollard (3/4) | Árbitro(s): Wayne Barnes Jueces de touch: Ben O'Keeffe Luke Pearce Television Match Official: Rowan Kitt | Árbitro(s): Wayne Barnes Jueces de touch: Ben O'Keeffe Luke Pearce Television Match Official: Rowan Kitt |

### Semifinales
| 26 de octubre de 2019, 17:00 | Inglaterra                                                                       | 19 – 7  | Nueva Zelanda                              | International Stadium Yokohama, Yokohama                                                                      | |
|                              | Try Tuilagi 2' Conversión (1/1) Farrell 3' Penales (4/5) Ford 40', 50', 63', 69' | Reporte | Try 57' Savea Conversión 58' Mo'unga (1/1) | Árbitro(s): Nigel Owens Jueces de touch: Romain Poite Pascal Gaüzère Television Match Official: Marius Jonker | Árbitro(s): Nigel Owens Jueces de touch: Romain Poite Pascal Gaüzère Television Match Official: Marius Jonker |

| 27 de octubre de 2019, 18:00 | Gales                                                                           | 16 – 19 | Sudáfrica                                                                                | International Stadium Yokohama, Yokohama                                                                  | |
|                              | Try Adams 65' Conversión (1/1) Halfpenny 66' Penales (3/3) Biggar 18', 39', 46' | Reporte | Try 57' de Allende Conversión 58' Pollard (1/1) Penales 15', 20', 35', 76' Pollard (4/4) | Árbitro(s): Jérôme Garcès Jueces de touch: Wayne Barnes Ben O'Keeffe Television Match Official: Ben Skeen | Árbitro(s): Jérôme Garcès Jueces de touch: Wayne Barnes Ben O'Keeffe Television Match Official: Ben Skeen |

### Tercer y cuarto puesto
| 1 de noviembre de 2019, 18:00 | Nueva Zelanda | 40 - 17 | Gales                                                                                                 | Tokyo Stadium, Tokio                                                                                          | |
|                               | Tries: Moody 5' B. Barrett 13' B. Smith 33', 41' Crotty 42' Mo'unga 76' Conversiones: (5/6) Mo'unga 7', 14', 34', 42', 44' | Reporte | Tries: 19' Amos 59' Adams Conversiones: (2/2) Patchell 21' (1/2) Biggar 61' Penal: (1/1) Patchell 27' | Árbitro(s): Wayne Barnes Jueces de touch: Jaco Peyper Pascal Gaüzère Television Match Official: Marius Jonker | Árbitro(s): Wayne Barnes Jueces de touch: Jaco Peyper Pascal Gaüzère Television Match Official: Marius Jonker |

### Final
| 2 de noviembre de 2019, 18:00 | Inglaterra                               | 12 – 32 | Sudáfrica | International Stadium Yokohama, Yokohama                                                                  | |
|                               | Penales (4/5) Farrell 23', 35', 52', 60' | Reporte | Tries: 74' Mapimpi 66' Kolbe Conversiones 67', 75' Pollard (2/2) Penales 10', 26', 39', 43', 46', 58' Pollard (6/8) | Árbitro(s): Jérôme Garcès Jueces de touch: Romain Poite Ben O'Keeffe Television Match Official: Ben Skeen | Árbitro(s): Jérôme Garcès Jueces de touch: Romain Poite Ben O'Keeffe Television Match Official: Ben Skeen |

| Bandera de Sudáfrica |
| Campeón Sudáfrica    |
| Tercer título        |

## Premios y máximos anotadores

### Máximo anotador
Actualizado el 2 de noviembre.
| Puesto | Nombre         | Equipo        | Puntos | Tries | Conv | Penal | Drops |
| ------ | -------------- | ------------- | ------ | ----- | ---- | ----- | ----- |
| 1      | Handré Pollard | Sudáfrica     | 69     | 0     | 9    | 16    | 1     |
| 2      | Owen Farrell   | Inglaterra    | 58     | 0     | 11   | 12    | 0     |
| 3      | Richie Mo'unga | Nueva Zelanda | 54     | 1     | 20   | 3     | 0     |
| 4      | Yu Tamura      | Japón         | 51     | 0     | 9    | 11    | 0     |
| 5      | Dan Biggar     | Gales         | 41     | 0     | 10   | 6     | 1     |

### Máximos anotadores de tries
Actualizado el 2 de noviembre.
| Pos | Nombre            | Tries | Equipo        | PJ |
| --- | ----------------- | ----- | ------------- | -- |
| 1   | Josh Adams        | 7     | Gales         | 7  |
| 2   | Makazole Mapimpi  | 6     | Sudáfrica     | 6  |
| 3   | Kotaro Matsushima | 5     | Japón         | 5  |
| 4   | Ben Smith         | 4     | Nueva Zelanda | 4  |
| 5   | Kenki Fukuoka     | 4     | Japón         | 3  |